# Laccodytes apalodes
Laccodytes apalodes är en skalbaggsart som beskrevs av Guignot 1955. Laccodytes apalodes ingår i släktet Laccodytes och familjen dykare. Inga underarter finns listade i Catalogue of Life.